# Lydie Lemercier de Neuville
Lydie Lemercier de Nerville, coneguda com Madame Aubernon, nascuda el 30 de desembre de 1824 a París i morta el 2 de setembre de 1899 a Louveciennes, fou una salonnière francesa, que va tenir un dels salons literaris parisencs més famosos de finals del segle XIX.

## Biografia
Euphrasie Héloïse Lydie Lemercier de Nerville era filla de Jean Jacques Lemercier de Nerville i Adélaïde Héloïse Lafitte. Era filla d'un tresorer general, neboda del banquer Jacques Laffitte (el seu padrí) i també neboda de Charles Laffitte, un dels promotors de la línia ferroviària París-Rouen.
Del seu matrimoni amb el conseller d'Estat Georges Aubernon, fill d'un par de França, va tenir un fill, Raoul, nascut el 1845. La parella es va separar el 1848. Aleshores, Lydie va viure amb la seva mare en una mansió privada a l'Square de Messine, on cadascuna tenia un saló. A l'estiu, es traslladaven a la seva propietat de Cœur-Volant a Louveciennes, comprada el 1881, després a la de Trouville-sur-Mer, La Maison Brûlée. Per les seves idees republicanes totes dues dames eren anomenades amb el sobrenom de les "precioses radicals".
Quan la seva mare va morir el 1881, Madame Aubernon es va traslladar a un apartament al número 25 de la rue d'Astorg, on reprengué, pasat el temps del dol, els famosos «sopars à la sonnette». El 1893, als 68 anys, va comprar un terreny al número 11 de la rue Montchanin (avui rue Jacques-Bingen), i hi va fer construir un hotel d'estil Lluís XVI per l'arquitecte Édouard Dailly. Hi va mantenir un saló fins a la seva mort, sis anys després.

## El saló de Madame Aubernon

### Els soparsà la sonnette
Madame Aubernon rebia convidats cada dia de 5 a 7, oferia un sopar íntim cada dos divendres i un «sopar seriós» cada dissabte. Eren sopars d'homes; les úniques dones que hi assistiren alguna vegada va ser la senyora Arvède Barine, crítica literària, i la senyora Renan, perquè el seu marit no sortia mai sense ella. La senyora Aubernon també oferia "sopars perdonats" per als que tornaven a casa seva després d'haver abandonat el saló per un o altre moriu i, dues o tres vegades l'any, "sopars frívols", on es convidaven dones i homes.

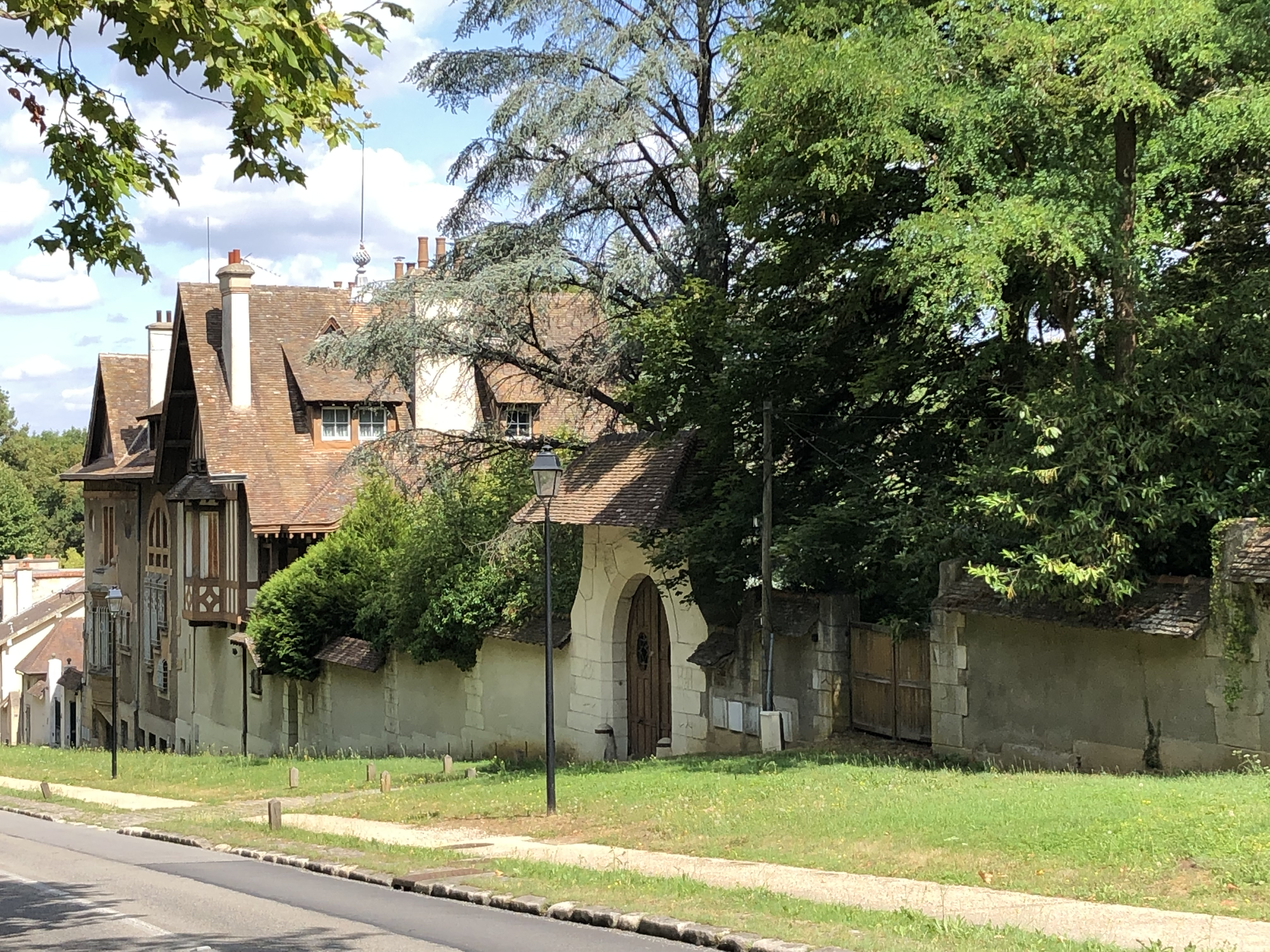
La mansió de Coeur Volant à Louveciennes

El tema de la conversa s'anunciava amb antelació i organitzava les intervencions amb fermesa, ajudada d'una campaneta. El pintor Jacques-Émile Blanche, presentat per un amic, en va ser advertit: tothom intervé quan li toca; qualsevol que intenti parlar és cridat a l'ordre. Es prenia el cafè a taula per evitar interrupcions. La vetllada continuava al saló fins a les 23 h. Victor du Bled no amagava la seva admiració per l'organització mostrada per l'amfitriona: «Quina habilitat, quina envergadura, quina traça per posar a taula el tema adequat per fer brillar un convidat concret, quin tarannà en l'aplicació d'un sistema absolut... Amb quin art agrupava homes eminents, quina estratègia en la composició i el maneig dels seus sopars!»
Tot i les seves adhesions republicanes, no s'interessava pels grans problemes polítics, religiosos i socials, ni per la història, la filosofia, la natura o els viatges. Els seus gèneres preferits eren la novel·la, el teatre, els moralistes.

### Els convidats
Anaven a casa seva Guy de Maupassant, el dramaturg Porto-Riche, l'historiador Gabriel Hanotaux, Georges Clémenceau, l'escriptor belga Georges Rodenbach, l'helenista Brochard, el medievalista Gaston Paris, el poeta i crític d'art Robert de Montesquiou, el filòsof Edme Caro, els novel·listes Paul Bourget i Marcel Prévost., el comandant Henri Rivière, el dramaturg Édouard Pailleron, el polític Paul Deschanel o el president Clemenceau. Eugène Labiche, de l'Acadèmia Francesa, hi fou presentat per Alexandre Dumas.
El polític Jules Simon es va revelar com un «conversador exquisit». Henri Becque va succeir Dumas fill com a favorit. Ella el va animar a treballar però va morir sense haver acabat la seva darrera obra, Les Polichinelles, que refeia constantment. A partir de 1890, Madame Aubernon rebé Fernand Gregh, Pierre Sardou i un Henri de Régnier molt crític.
Més tard vingueren l'escriptor Paul Hervieu, el poeta Henri de Régnier i el seu cunyat René Doumic, Marie de Heredia i Hélène de Heredia, amb qui es van casar; Robert de Flers va aparèixer el 1897, el periodista Henry Fouquier, la novel·lista Sibylle Gabrielle Riquetti de Mirabeau –Gyp–, les obres de la qual va editar. L'escriptor italià Gabriele d'Annunzio, que va arribar a París el 1898, va ser també convidat de Madame Aubernon, que continuava obrint el saló també durant les seves vacances a Louveciennes. Hi anaven aleshores veïns i amics de la localitat, com l'escultor Emmanuel Fremiet, els compositors Gabriel Fauré i Camille Saint Saëns, el poeta Leconte de Lisle, o l'actriu Julia Bartet. El juliol de 1895 Marcel Proust i Reynaldo Hahn van assistir també a una vetllada al Cœur-Volant.

### Els espectacles teatrals
A casa de Madame Aubernon s'oferien actuacions brillants, els actors de les quals eren els habituals del saló. L'escriptor Abel Hermant va ser un d'ells, com el fill i la nora de l'amfitriona, o el futur president de la República, Paul Deschanel.
En el repertori, peces de Molière, de Dumas fill, d'Octave Feuillet, de Victorien Sardou, que va reelaborar la seva comèdia Rabagas per a un escenari petit; La Parisienne, d'Henry Becque, amb Réjane en el paper principal, una obra que va ser representada al saló de l'hotel de la rue Montchanin abans de ser-ho al Théâtre de la Renaissance; obres d'Ibsen escenificades per primera vegada a França: La Maison de poupée i Borkmann, que va requerir 116 assajos durant quinze mesos, també al carrer de Montchanin. Els autors anaven a llegir les seves obres a casa de Madame Aubernon, amb l'esperança que arribessin a ser representades als teatres de París.
Com a casa de la seva mare durant els concerts, els homes podien seure durant les actuacions. Fins a 150 homes i dones, s'hi aplegaven en aquestes vetllades.

## Els últims dies
Lydie Aubernon va morir el 2 de setembre de 1899 a la seva propietat de Louveciennes. La seva tomba, molt malmesa, es troba al cementiri d'aquesta localitat. Els diaris de l'època subratllaren, amb la seva desaparició, «la gran pèrdua per a la societat intel·lectual de París».

## Llegat i memòria
El saló ha estat esmentat per diversos novel·listes i dramaturgs, en particular Madame Aubernon és un dels models del personatge literari de Madame Verdurin, de Marcel Proust.
El seu hotel, venut pels seus descendents al col·leccionista argentí Charles Vincent Ocampo, va ser llegat per aquest a la ciutat de París amb la condició de convertir-lo en una seu cultural. Actualment acull la Cinemateca Robert-Lynen.